# Липяги (Спасский район)
Липя́ги — село в Спасском районе Пензенской области России. Входит в состав Кошелевского сельсовета.

## География
Село находится в северо-западной части Пензенской области, в лесостепной зоне, в пределах северной окраины Керенско-Чембарской возвышенности, к востоку от автотрассы М5, на расстоянии примерно 7 км (по прямой) к юго-востоку от города Спасск, административного центра района. Абсолютная высота — 202 м над уровнем моря.

### Климат
Климат характеризуется как умеренно континентальный, с холодной зимой и умеренно жарким летом. Среднегодовая температура — 3,7 °C. Средняя температура воздуха самого холодного месяца (января) составляет −12 °C (абсолютный минимум — −45 °C); самого тёплого месяца (июля) — 19,1 °C (абсолютный максимум — 38 °С). Безморозный период длится 130 дней. Годовое количество атмосферных осадков — 538 мм, из которых большая часть выпадает в период с апреля по октябрь. Снежный покров держится в среднем 136 дней.

## Население
| 1862 | 1913  | 1926  | 1930  | 1939 | 1959 | 1979 |
| ---- | ----- | ----- | ----- | ---- | ---- | ---- |
| 814  | ↗1598 | ↗1733 | ↗1860 | ↘844 | ↘624 | ↘528 |
| 1989 | 1996  | 2002  | 2010  |      |      |      |
| ↘349 | ↗359  | ↘271  | ↘205  |      |      |      |

### Национальный состав
Согласно результатам переписи 2002 года, в национальной структуре населения русские составляли 100 % из 271 чел.